# Serra da Estrela
A Serra da Estrela hegység (jelentése portugálul: Csillag Hegység) a legmagasabb hegyvidék a kontinentális Portugália területén. A Serra da Lousã-val együtt alkotja a nyugati végét a Kasztíliai-választóhegységnek és egyúttal annak egyik legmagasabb tagja. A szárazföldi Portugália legmagasabb pontja itt található 1993 méterrel a tengerszint fölött (ugyanakkor a Pico-hegység az Azori-szigeteken magasabb nála). E magassági pontot nem tekinthetjük önálló hegycsúcsnak, mivel ez egy fennsík legmagasabb pontja, mely Torre, azaz Torony néven ismert. A Torre szokatlan abból a szempontból, hogy magasságához képest burkolt út vezet a csúcsig. A csúcs egy topográfiai kiszögellés 1204 méterrel környezete fölött az ikercsúcsával Spanyolországban, a Pico Almanzorral együtt.
A Vodafone Síközpont a hegyvidéken található.
A hegység Seia, Manteigas, Gouveia, Guarda és Covilhã városok között helyezkedik el. A Serra da Estrela mintegy 100 kilométer hosszú, és legszélesebb pontján eléri a 30 kilométeres szélességet is. A hegység kőzetei túlnyomórészt gránitból épülnek fel, ami egykoron a vidék déli határát alkotta.

## Fordítás
Ez a szócikk részben vagy egészben  a   Serra da Estrela című angol Wikipédia-szócikk ezen változatának fordításán alapul.  Az eredeti cikk szerkesztőit annak laptörténete sorolja fel. Ez a jelzés csupán a megfogalmazás eredetét és a szerzői jogokat jelzi, nem szolgál a cikkben szereplő információk forrásmegjelöléseként.